# Ochthebius brevicollis
Ochthebius brevicollis es una especie de escarabajo del género Ochthebius, familia Hydraenidae. Fue descrita científicamente por Baudi en 1864.
Se distribuye por Grecia (en la isla de Léucade). Mide 1,8 milímetros de longitud.